# Llista de monuments de Rupit i Pruit
Llista de monuments de Rupit i Pruit inclosos en l'Inventari del Patrimoni Arquitectònic Català pel municipi de Rupit i Pruit (Osona). Inclou els inscrits en el Registre de Béns Culturals d'Interès Nacional (BCIN) amb la classificació de monuments històrics, els Béns Culturals d'Interès Local (BCIL) de caràcter immoble i la resta de béns arquitectònics integrants del patrimoni cultural català.
| Monument                                                        | Protecció    | Estil/època                         | Localització                                                                   | Coordenades                                          | Codi?         | Imatge |
| --------------------------------------------------------------- | ------------ | ----------------------------------- | ------------------------------------------------------------------------------ | ---------------------------------------------------- | ------------- | --- |
| Castell de Rupit                                                | BCIN 1334-MH | Romànic XI                          | Rupit i Pruit                                                                  | 42° 01′ 28″ N, 2° 27′ 59″ E / 42.024499°N,2.466390°E | RI-51-0005622 | Castell de Rupit (Rupit i Pruit) · Vegeu més fotos d'aquest monument · Carregueu una nova foto d'aquest monument                       |
| Mas el Grau                                                     |              | Obra popular XVIII-XIX              | Rupit i Pruit Prop de Falgars d'en Bas                                         | 42° 04′ 37″ N, 2° 27′ 21″ E / 42.07689°N,2.45591°E   | IPA-23367     | L'Hostal del Grau (Rupit i Pruit) · Vegeu més fotos d'aquest monument · Carregueu una nova foto d'aquest monument                      |
| Mas la Serra                                                    |              | Obra popular XIX                    | Rupit i Pruit Pruit                                                            | 42° 04′ 14″ N, 2° 27′ 15″ E / 42.07061°N,2.45423°E   | IPA-23368     | Mas la Serra (Rupit i Pruit) · Vegeu més fotos d'aquest monument · Carregueu una nova foto d'aquest monument                           |
| Masia Quatre Cases                                              |              | Obra popular XVIII-XIX              | Rupit i Pruit Pruit                                                            | 42° 04′ 17″ N, 2° 26′ 52″ E / 42.07148°N,2.44789°E   | IPA-23369     | Carregueu una nova foto d'aquest monument                                                                                              |
| La Rovira                                                       |              | Obra popular XVII-XIX               | Rupit i Pruit Ctra. C-153 Vic-Olot, km 34 a prop de Falgars a 1.500 m esquerra | 42° 03′ 02″ N, 2° 27′ 44″ E / 42.05055°N,2.46215°E   | IPA-23371     | Carregueu una nova foto d'aquest monument                                                                                              |
| Masia el Pinós                                                  |              | Obra popular XVIII                  | Rupit i Pruit Ctra. C-153 Vic-Olot, km 34 a prop de Falgars a 500 m esquerra   | 42° 03′ 15″ N, 2° 28′ 04″ E / 42.05427°N,2.4678°E    | IPA-23377     | Masia el Pinós (Rupit i Pruit) · Vegeu més fotos d'aquest monument · Carregueu una nova foto d'aquest monument                         |
| La Casassa                                                      |              | Obra popular XIV, XVII-XIX          | Rupit i Pruit Sobre el llom de la Solana                                       | 42° 02′ 27″ N, 2° 28′ 46″ E / 42.04095°N,2.47941°E   | IPA-23379     | Carregueu una nova foto d'aquest monument                                                                                              |
| Mas el Bellonc                                                  |              | Obra popular XVIII-XIX              | Rupit i Pruit Sobre el llom de la Solana                                       | 42° 02′ 52″ N, 2° 28′ 14″ E / 42.04787°N,2.47044°E   | IPA-23383     | Carregueu una nova foto d'aquest monument                                                                                              |
| La Casanova                                                     |              | Obra popular XIX                    | Rupit i Pruit Ctra. C-153, km 33,8 a 1.000 m de Pruit                          | 42° 02′ 29″ N, 2° 26′ 54″ E / 42.04132°N,2.4484°E    | IPA-23384     | Carregueu una nova foto d'aquest monument                                                                                              |
| Mas el Vilar                                                    |              | Obra popular XVII                   | Rupit i Pruit Carretera C-153, km 34,5                                         | 42° 03′ 09″ N, 2° 28′ 31″ E / 42.05252°N,2.47539°E   | IPA-23385     | Carregueu una nova foto d'aquest monument                                                                                              |
| Mas del Vilar                                                   |              | Obra popular XVII-XVIII             | Rupit i Pruit Ctra. C-153 Vic-Olot, km 36,5                                    |                                                      | IPA-23386     | Carregueu una nova foto d'aquest monument                                                                                              |
| Masia Renyins                                                   |              | Obra popular XVIII-XIX              | Rupit i Pruit Ctra. C-153 Vic-Olot, km 34 a prop de Falgars a 2.000 m esquerra | 42° 03′ 32″ N, 2° 27′ 38″ E / 42.05897°N,2.46062°E   | IPA-23387     | Carregueu una nova foto d'aquest monument                                                                                              |
| Mas el Coll                                                     |              | Obra popular XVII                   | Rupit i Pruit Ctra. C-153 Vic-Olot, km 34 a prop de Falgars                    | 42° 03′ 53″ N, 2° 28′ 06″ E / 42.06481°N,2.4684°E    | IPA-23388     | Mas el Coll (Rupit i Pruit) · Vegeu més fotos d'aquest monument · Carregueu una nova foto d'aquest monument                            |
| El Torrent                                                      |              | Obra popular XVIII-XIX              | Rupit i Pruit                                                                  | 42° 03′ 53″ N, 2° 28′ 11″ E / 42.06482°N,2.46966°E   | IPA-23391     | El Torrent (Rupit i Pruit) · Vegeu més fotos d'aquest monument · Carregueu una nova foto d'aquest monument                             |
| La Garganta                                                     |              | Obra popular XVIII, XIX             | Rupit i Pruit Ctra. C-153 Vic-Olot, km 34 a prop de Falgars                    | 42° 04′ 17″ N, 2° 27′ 51″ E / 42.07125°N,2.46422°E   | IPA-23393     | La Garganta (Rupit i Pruit) · Vegeu més fotos d'aquest monument · Carregueu una nova foto d'aquest monument                            |
| Mas Hostalot                                                    |              | Obra popular XIX                    | Rupit i Pruit Ctra. C-153 Vic-Olot, km 34 camí de Falgars                      | 42° 04′ 22″ N, 2° 27′ 17″ E / 42.07266°N,2.45476°E   | IPA-23396     | Mas Hostalot (Rupit i Pruit) · Vegeu més fotos d'aquest monument · Carregueu una nova foto d'aquest monument                           |
| Mas Torrento                                                    |              | Obra popular XVIII                  | Rupit i Pruit Ctra. C-153 Vic-Olot, km 26 a 1.000 m esquerra                   | 42° 03′ 07″ N, 2° 25′ 53″ E / 42.05182°N,2.43126°E   | IPA-23397     | Carregueu una nova foto d'aquest monument                                                                                              |
| Masia Comajoan                                                  |              | Obra popular XVIII-XIX              | Rupit i Pruit Ctra. C-153 Vic-Olot                                             | 42° 03′ 28″ N, 2° 25′ 36″ E / 42.05771°N,2.42663°E   | IPA-23399     | Carregueu una nova foto d'aquest monument                                                                                              |
| Capella de Sant Gil                                             |              | Obra popular XVIII                  | Rupit i Pruit Ctra. C-153 Vic-Olot, km 26                                      | 42° 03′ 27″ N, 2° 25′ 35″ E / 42.05758°N,2.42625°E   | IPA-23400     | Carregueu una nova foto d'aquest monument                                                                                              |
| El Bosc                                                         |              | Obra popular XVII-XVIII             | Rupit i Pruit Ctra. C-153 Vic-Olot, km 4                                       | 42° 03′ 34″ N, 2° 26′ 20″ E / 42.05948°N,2.43892°E   | IPA-23401     | Carregueu una nova foto d'aquest monument                                                                                              |
| Mas Joan                                                        |              | Obra popular XVIII, XX              | Rupit i Pruit Ctra. C-153 Vic-Olot, km 33,5 a 800 m                            | 42° 02′ 55″ N, 2° 28′ 25″ E / 42.04849°N,2.47365°E   | IPA-23403     | Carregueu una nova foto d'aquest monument                                                                                              |
| El Llorà                                                        |              | Obra popular XVII                   | Rupit i Pruit Ctra. C-153 Vic-Olot, km 33,5 a 1.000 m                          | 42° 02′ 43″ N, 2° 28′ 26″ E / 42.0454°N,2.47397°E    | IPA-23404     | Carregueu una nova foto d'aquest monument                                                                                              |
| L'Alou                                                          |              | Historicisme, gòtic tardà XX, XVI   | Rupit i Pruit Ctra. C-153 Vic-Olot, a 1.200 m de Pruit                         | 42° 03′ 05″ N, 2° 26′ 58″ E / 42.051500°N,2.449474°E | IPA-23407     | Carregueu una nova foto d'aquest monument                                                                                              |
| Mas el Collell                                                  |              | Obra popular XIX, XVI-XVII          | Rupit i Pruit Ctra. C-153 Vic-Olot, a 1.200 m de Pruit                         | 42° 03′ 00″ N, 2° 26′ 57″ E / 42.05007°N,2.44918°E   | IPA-23408     | Carregueu una nova foto d'aquest monument                                                                                              |
| Masia l'Hom                                                     |              | XVII-XIX                            | Rupit i Pruit Ctra. C-153 Vic-Olot, km 29 a 1.000 m esquerra                   | 42° 01′ 58″ N, 2° 26′ 44″ E / 42.0328°N,2.44544°E    | IPA-23410     | Carregueu una nova foto d'aquest monument                                                                                              |
| El Bach de Collsacabra                                          |              | Barroc XVII-XIX, XX                 | Rupit i Pruit Ctra. C-153 Vic-Olot, km 27,5                                    | 42° 02′ 37″ N, 2° 25′ 56″ E / 42.0436°N,2.43227°E    | IPA-23415     | El Bach de Collsacabra (Rupit i Pruit) · Vegeu més fotos d'aquest monument · Carregueu una nova foto d'aquest monument                 |
| Ermita de Sant Llorenç Dosmunts                                 |              | Romànic XII, XVII                   | Rupit i Pruit Mas de les Viles                                                 | 42° 02′ 07″ N, 2° 26′ 05″ E / 42.03541°N,2.43479°E   | IPA-23416     | Ermita de Sant Llorenç Dosmunts (Rupit i Pruit) · Vegeu més fotos d'aquest monument · Carregueu una nova foto d'aquest monument        |
| Capella de Santa Magdalena                                      |              | Obra popular XVII                   | Rupit i Pruit A l'altra banda de la riera                                      | 42° 01′ 21″ N, 2° 27′ 59″ E / 42.02241°N,2.46627°E   | IPA-23419     | Capella de Santa Magdalena (Rupit i Pruit) · Vegeu més fotos d'aquest monument · Carregueu una nova foto d'aquest monument             |
| Can Gleies                                                      |              | Obra popular XVII                   | Rupit i Pruit C. del Fossar, 1                                                 | 42° 01′ 27″ N, 2° 27′ 55″ E / 42.02409°N,2.4652°E    | IPA-23420     | Can Gleies (Rupit i Pruit) · Vegeu més fotos d'aquest monument · Carregueu una nova foto d'aquest monument                             |
| Habitatge al carrer del Fossar, 3                               |              | Obra popular XVII                   | Rupit i Pruit C. del Fossar, 3                                                 | 42° 01′ 27″ N, 2° 27′ 55″ E / 42.02411°N,2.46528°E   | IPA-23421     | Habitatge al carrer del Fossar, 3 (Rupit i Pruit) · Vegeu més fotos d'aquest monument · Carregueu una nova foto d'aquest monument      |
| Habitatge al carrer del Fossar, 5                               |              | Obra popular XVII                   | Rupit i Pruit C. del Fossar, 5                                                 | 42° 01′ 27″ N, 2° 27′ 55″ E / 42.02412°N,2.46535°E   | IPA-23422     | Habitatge al carrer del Fossar, 5 (Rupit i Pruit) · Vegeu més fotos d'aquest monument · Carregueu una nova foto d'aquest monument      |
| Habitatge al carrer del Fossar, 7-9                             |              | Obra popular XVIII                  | Rupit i Pruit C. del Fossar, 7-9                                               | 42° 01′ 27″ N, 2° 27′ 56″ E / 42.02412°N,2.46545°E   | IPA-23423     | Habitatge al carrer del Fossar, 7-9 (Rupit i Pruit) · Vegeu més fotos d'aquest monument · Carregueu una nova foto d'aquest monument    |
| Habitatge al carrer del Fossar, 11                              |              | Obra popular XVII-XVIII             | Rupit i Pruit C. del Fossar, 11                                                | 42° 01′ 27″ N, 2° 27′ 56″ E / 42.02412°N,2.46549°E   | IPA-23424     | Habitatge al carrer del Fossar, 11 (Rupit i Pruit) · Vegeu més fotos d'aquest monument · Carregueu una nova foto d'aquest monument     |
| Habitatge al carrer del Fossar, 13                              |              | Obra popular XVII                   | Rupit i Pruit C. del Fossar, 13                                                | 42° 01′ 27″ N, 2° 27′ 56″ E / 42.02415°N,2.46554°E   | IPA-23425     | Habitatge al carrer del Fossar, 13 (Rupit i Pruit) · Vegeu més fotos d'aquest monument · Carregueu una nova foto d'aquest monument     |
| Habitatges al carrer del Fossar, 15-19                          |              | Obra popular XVI-XVII               | Rupit i Pruit C. del Fossar, 15-19                                             | 42° 01′ 27″ N, 2° 27′ 56″ E / 42.02417°N,2.46568°E   | IPA-23426     | Habitatges al carrer del Fossar, 15-19 (Rupit i Pruit) · Vegeu més fotos d'aquest monument · Carregueu una nova foto d'aquest monument |
| Can Banús                                                       |              | Obra popular XVII                   | Rupit i Pruit C. del Fossar, 21                                                | 42° 01′ 27″ N, 2° 27′ 58″ E / 42.02423°N,2.466°E     | IPA-23427     | Can Banús (Rupit i Pruit) · Vegeu més fotos d'aquest monument · Carregueu una nova foto d'aquest monument                              |
| Habitatge al carrer del Fossar, 2                               |              | Obra popular XVII                   | Rupit i Pruit C. del Fossar, 2                                                 | 42° 01′ 26″ N, 2° 27′ 54″ E / 42.02394°N,2.46511°E   | IPA-23428     | Habitatge al carrer del Fossar, 2 (Rupit i Pruit) · Vegeu més fotos d'aquest monument · Carregueu una nova foto d'aquest monument      |
| Habitatge al carrer del Fossar, 8                               |              | Obra popular XVIII-XIX              | Rupit i Pruit C. del Fossar, 8                                                 | 42° 01′ 27″ N, 2° 27′ 56″ E / 42.02405°N,2.46558°E   | IPA-23429     | Habitatge al carrer del Fossar, 8 (Rupit i Pruit) · Vegeu més fotos d'aquest monument · Carregueu una nova foto d'aquest monument      |
| Habitatge al carrer del Fossar, 4                               |              | Obra popular XVII                   | Rupit i Pruit C. del Fossar, 4                                                 | 42° 01′ 26″ N, 2° 27′ 55″ E / 42.02394°N,2.4652°E    | IPA-23430     | Habitatge al carrer del Fossar, 4 (Rupit i Pruit) · Vegeu més fotos d'aquest monument · Carregueu una nova foto d'aquest monument      |
| Habitatge al carrer del Fossar, 10                              |              | Obra popular XVIII                  | Rupit i Pruit C. del Fossar, 10                                                | 42° 01′ 27″ N, 2° 27′ 56″ E / 42.02408°N,2.46569°E   | IPA-23431     | Carregueu una nova foto d'aquest monument                                                                                              |
| Habitatge al carrer del Fossar, 12                              |              | Obra popular XVII                   | Rupit i Pruit C. del Fossar, 12                                                | 42° 01′ 27″ N, 2° 27′ 57″ E / 42.02407°N,2.4658°E    | IPA-23432     | Habitatge al carrer del Fossar, 12 (Rupit i Pruit) · Vegeu més fotos d'aquest monument · Carregueu una nova foto d'aquest monument     |
| Habitatge al carrer del Fossar, 14                              |              | Obra popular XVII                   | Rupit i Pruit C. del Fossar, 14                                                | 42° 01′ 27″ N, 2° 27′ 57″ E / 42.02409°N,2.46588°E   | IPA-23433     | Habitatge al carrer del Fossar, 14 (Rupit i Pruit) · Vegeu més fotos d'aquest monument · Carregueu una nova foto d'aquest monument     |
| Habitatge al carrer del Fossar, 16                              |              | Obra popular XVII                   | Rupit i Pruit C. del Fossar, 16                                                | 42° 01′ 27″ N, 2° 27′ 57″ E / 42.02411°N,2.46596°E   | IPA-23434     | Habitatge al carrer del Fossar, 16 (Rupit i Pruit) · Vegeu més fotos d'aquest monument · Carregueu una nova foto d'aquest monument     |
| Habitatge al carrer del Fossar, 18                              |              | Obra popular XVII-XVIII             | Rupit i Pruit C. del Fossar, 18                                                | 42° 01′ 27″ N, 2° 27′ 58″ E / 42.02415°N,2.46605°E   | IPA-23435     | Habitatge al carrer del Fossar, 18 (Rupit i Pruit) · Vegeu més fotos d'aquest monument · Carregueu una nova foto d'aquest monument     |
| Can Pau Xic                                                     |              | Obra popular XVII                   | Rupit i Pruit C. del Fossar, 20                                                | 42° 01′ 27″ N, 2° 27′ 58″ E / 42.02417°N,2.46613°E   | IPA-23436     | Can Pau Xic (Rupit i Pruit) · Vegeu més fotos d'aquest monument · Carregueu una nova foto d'aquest monument                            |
| La Creu del Fossar                                              |              | Obra popular XVII                   | Rupit i Pruit Antic fossar                                                     | 42° 01′ 26″ N, 2° 27′ 55″ E / 42.02394°N,2.4652°E    | IPA-23437     | La Creu del Fossar (Rupit i Pruit) · Vegeu més fotos d'aquest monument · Carregueu una nova foto d'aquest monument                     |
| Antic Fossar de Rupit                                           |              | Obra popular XVIII                  | Rupit i Pruit C. del Fossar                                                    | 42° 01′ 26″ N, 2° 27′ 55″ E / 42.02395°N,2.46533°E   | IPA-23438     | Antic Fossar (Rupit i Pruit) · Vegeu més fotos d'aquest monument · Carregueu una nova foto d'aquest monument                           |
| Casa al carrer Palau, 14                                        |              | Obra popular XVII-XVIII             | Rupit i Pruit Carrer Palau, 14                                                 | 42° 01′ 22″ N, 2° 27′ 52″ E / 42.02264°N,2.46454°E   | IPA-23439     | Carregueu una nova foto d'aquest monument                                                                                              |
| Masia el Soler, antic Palau Notarial                            |              | Obra popular XVII                   | Rupit i Pruit C. Palau, 12                                                     | 42° 01′ 23″ N, 2° 27′ 52″ E / 42.02306°N,2.46442°E   | IPA-23440     | Masia el Soler (Rupit i Pruit) · Vegeu més fotos d'aquest monument · Carregueu una nova foto d'aquest monument                         |
| Habitatge al carrer Palau, 6                                    |              | Obra popular XVII                   | Rupit i Pruit C. Palau, 6                                                      | 42° 01′ 24″ N, 2° 27′ 52″ E / 42.0233°N,2.4644°E     | IPA-23441     | Habitatge al carrer Palau, 6 (Rupit i Pruit) · Vegeu més fotos d'aquest monument · Carregueu una nova foto d'aquest monument           |
| Habitatge al carrer Palau, 8                                    |              | Obra popular XVII-XVIII             | Rupit i Pruit C. Palau, 8                                                      | 42° 01′ 24″ N, 2° 27′ 52″ E / 42.02325°N,2.46438°E   | IPA-23442     | Habitatge al carrer Palau, 8 (Rupit i Pruit) · Vegeu més fotos d'aquest monument · Carregueu una nova foto d'aquest monument           |
| Habitatge al carrer Palau, 7                                    |              | Obra popular XVII                   | Rupit i Pruit C. Palau, 7                                                      | 42° 01′ 23″ N, 2° 27′ 52″ E / 42.0231°N,2.46455°E    | IPA-23443     | Habitatge al carrer Palau, 7 (Rupit i Pruit) · Vegeu més fotos d'aquest monument · Carregueu una nova foto d'aquest monument           |
| Habitatge al carrer Palau, 4                                    |              | Obra popular XVII                   | Rupit i Pruit C. Palau, 4                                                      | 42° 01′ 24″ N, 2° 27′ 52″ E / 42.02334°N,2.46446°E   | IPA-23444     | Carregueu una nova foto d'aquest monument                                                                                              |
| Església de Sant Joan de Fàbregues                              |              | Romànic XI-XII, XV-XVIII            | Rupit i Pruit Palau                                                            | 42° 00′ 37″ N, 2° 28′ 05″ E / 42.01015°N,2.46803°E   | IPA-23445     | Església de Sant Joan de Fàbregues (Rupit i Pruit) · Vegeu més fotos d'aquest monument · Carregueu una nova foto d'aquest monument     |
| Església de Sant Andreu de Pruit, o la Santa Creu i Santa Maria |              | Romànic, barroc XII, XVIII          | Rupit i Pruit Pl. de l'Església, Pruit                                         | 42° 02′ 33″ N, 2° 27′ 20″ E / 42.04238°N,2.45551°E   | IPA-23447     | Església de Sant Andreu de Pruit (Rupit i Pruit) · Vegeu més fotos d'aquest monument · Carregueu una nova foto d'aquest monument       |
| Habitatge al carrer Coll del Castell, 9                         |              | Obra popular XVII-XVIII             | Rupit i Pruit Coll del Castell, 9, Rupit                                       | 42° 01′ 29″ N, 2° 28′ 00″ E / 42.02482°N,2.46671°E   | IPA-23450     | Carregueu una nova foto d'aquest monument                                                                                              |
| Habitatge al carrer Coll del Castell, 1                         |              | Obra popular XIX                    | Rupit i Pruit Coll del Castell, 1, Rupit                                       | 42° 01′ 28″ N, 2° 28′ 00″ E / 42.02448°N,2.46665°E   | IPA-23451     | Carregueu una nova foto d'aquest monument                                                                                              |
| Can Ton                                                         |              | Obra popular XVII                   | Rupit i Pruit C. del Fossar, 26                                                | 42° 01′ 27″ N, 2° 27′ 59″ E / 42.02421°N,2.46632°E   | IPA-23452     | Can Ton (Rupit i Pruit) · Vegeu més fotos d'aquest monument · Carregueu una nova foto d'aquest monument                                |
| Església de Sant Miquel de Rupit                                |              | Barroc XIV, XVII-XVIII              | Rupit i Pruit                                                                  | 42° 01′ 26″ N, 2° 27′ 55″ E / 42.02377°N,2.46521°E   | IPA-23453     | Església de Sant Miquel de Rupit (Rupit i Pruit) · Vegeu més fotos d'aquest monument · Carregueu una nova foto d'aquest monument       |
| Can Reixat                                                      |              | Obra popular XVII-XVIII             | Rupit i Pruit C. Fossar, 22                                                    | 42° 01′ 27″ N, 2° 27′ 58″ E / 42.02421°N,2.46617°E   | IPA-23454     | Carregueu una nova foto d'aquest monument                                                                                              |
| Can Calau                                                       |              | Obra popular XVII                   | Rupit i Pruit C. Coll de Castell, 7                                            | 42° 01′ 29″ N, 2° 28′ 00″ E / 42.02471°N,2.46671°E   | IPA-23455     | Carregueu una nova foto d'aquest monument                                                                                              |
| Habitatge al carrer Coll del Castell, 11                        |              | Obra popular XVII                   | Rupit i Pruit C. Coll de Castell, 11                                           | 42° 01′ 29″ N, 2° 28′ 00″ E / 42.02483°N,2.46677°E   | IPA-23456     | Carregueu una nova foto d'aquest monument                                                                                              |
| Habitatge al carrer Coll del Castell, 5                         |              | Obra popular XVII-XVIII             | Rupit i Pruit C. Coll de Castell, 5                                            | 42° 01′ 29″ N, 2° 28′ 00″ E / 42.02465°N,2.46668°E   | IPA-23457     | Carregueu una nova foto d'aquest monument                                                                                              |
| Habitatge al carrer Coll del Castell, 13                        |              | Obra popular XVII                   | Rupit i Pruit C. Coll de Castell, 13                                           | 42° 01′ 30″ N, 2° 28′ 01″ E / 42.02487°N,2.46681°E   | IPA-23458     | Carregueu una nova foto d'aquest monument                                                                                              |
| Habitatge al carrer Coll del Castell, 3                         |              | Obra popular XVIII                  | Rupit i Pruit C. Coll de Castell, 3                                            | 42° 01′ 28″ N, 2° 28′ 00″ E / 42.02456°N,2.46667°E   | IPA-23459     | Carregueu una nova foto d'aquest monument                                                                                              |
| Can Pahisa i Can Negre                                          |              | Obra popular XVII                   | Rupit i Pruit Pl. Cavallers, 7 i 6                                             | 42° 01′ 27″ N, 2° 27′ 59″ E / 42.02425°N,2.4665°E    | IPA-23460     | Can Pahisa i Can Negre (Rupit i Pruit) · Vegeu més fotos d'aquest monument · Carregueu una nova foto d'aquest monument                 |
| Habitatge al carrer Fossar, 25                                  |              | Obra popular XVII-XVIII             | Rupit i Pruit C. Fossar, 25                                                    | 42° 01′ 27″ N, 2° 27′ 59″ E / 42.02429°N,2.46627°E   | IPA-23461     | Habitatge al carrer Fossar, 25 (Rupit i Pruit) · Vegeu més fotos d'aquest monument · Carregueu una nova foto d'aquest monument         |
| Habitatge al carrer Fossar, 29                                  |              | Obra popular XVII-XVIII             | Rupit i Pruit C. Fossar, 29                                                    | 42° 01′ 28″ N, 2° 28′ 00″ E / 42.02439°N,2.46657°E   | IPA-23462     | Habitatge al carrer Fossar, 29 (Rupit i Pruit) · Vegeu més fotos d'aquest monument · Carregueu una nova foto d'aquest monument         |
| Can Gori                                                        |              | Obra popular XVII                   | Rupit i Pruit C. Fossar, 23                                                    | 42° 01′ 27″ N, 2° 27′ 58″ E / 42.02428°N,2.46612°E   | IPA-23463     | Can Gori (Rupit i Pruit) · Vegeu més fotos d'aquest monument · Carregueu una nova foto d'aquest monument                               |
| Habitatge al carrer Fossar, 27                                  |              | Obra popular XVII-XVIII             | Rupit i Pruit C. Fossar, 27                                                    | 42° 01′ 28″ N, 2° 27′ 59″ E / 42.02433°N,2.46644°E   | IPA-23464     | Habitatge al carrer Fossar, 27 (Rupit i Pruit) · Vegeu més fotos d'aquest monument · Carregueu una nova foto d'aquest monument         |
| Can Pastoric                                                    |              | Obra popular XVII                   | Rupit i Pruit C. Fossar, 24                                                    | 42° 01′ 27″ N, 2° 27′ 58″ E / 42.02421°N,2.46621°E   | IPA-23465     | Can Pastoric (Rupit i Pruit) · Vegeu més fotos d'aquest monument · Carregueu una nova foto d'aquest monument                           |
| Torre de les Viles                                              |              | Obra popular XIX-XX                 | Rupit i Pruit Ctra. Vic-Olot, km 28                                            | 42° 01′ 58″ N, 2° 26′ 05″ E / 42.03269°N,2.43475°E   | IPA-23466     | Carregueu una nova foto d'aquest monument                                                                                              |
| Les Viles                                                       |              | Obra popular XVIII                  | Rupit i Pruit Ctra. Vic-Olot, km 28                                            | 42° 01′ 57″ N, 2° 26′ 09″ E / 42.03245°N,2.43570°E   | IPA-23467     | Les Viles (Rupit i Pruit) · Vegeu més fotos d'aquest monument · Carregueu una nova foto d'aquest monument                              |
| Mas Fàbregues                                                   |              | Obra popular XVII                   | Rupit i Pruit A 1 km dreta c. de Rupit                                         | 42° 00′ 16″ N, 2° 28′ 14″ E / 42.00433°N,2.47044°E   | IPA-23468     | Carregueu una nova foto d'aquest monument                                                                                              |
| El Casal                                                        |              | Obra popular XVII                   | Rupit i Pruit A 2,5 km del trencall de Rupit                                   | 41° 59′ 10″ N, 2° 28′ 44″ E / 41.9861°N,2.4788°E     | IPA-23469     | Carregueu una nova foto d'aquest monument                                                                                              |
| Les Serres                                                      |              | Obra popular XVI                    | Rupit i Pruit A 4 km del trencall de Rupit                                     | 41° 58′ 38″ N, 2° 27′ 22″ E / 41.97724°N,2.45611°E   | IPA-23471     | Carregueu una nova foto d'aquest monument                                                                                              |
| Mas l'Aulet                                                     |              | Obra popular XVIII                  | Rupit i Pruit A 4 km del trencall de Rupit                                     | 41° 59′ 12″ N, 2° 27′ 16″ E / 41.98653°N,2.45444°E   | IPA-23473     | Carregueu una nova foto d'aquest monument                                                                                              |
| La Caseta                                                       |              | Obra popular XX                     | Rupit i Pruit A 2 km del trencall de Rupit                                     | 41° 59′ 02″ N, 2° 28′ 11″ E / 41.98387°N,2.46983°E   | IPA-23475     | Carregueu una nova foto d'aquest monument                                                                                              |
| El Casot                                                        |              | Obra popular XVIII-XX               | Rupit i Pruit A 1 km del trencall de Rupit                                     | 41° 59′ 38″ N, 2° 27′ 58″ E / 41.99384°N,2.46622°E   | IPA-23476     | Carregueu una nova foto d'aquest monument                                                                                              |
| El Pendis                                                       |              | Obra popular XIX                    | Rupit i Pruit A 500 m del trencall de Rupit                                    | 42° 00′ 23″ N, 2° 27′ 41″ E / 42.00648°N,2.46128°E   | IPA-23478     | Carregueu una nova foto d'aquest monument                                                                                              |
| Casanova de Mondois                                             |              | Obra popular XVIII-XIX              | Rupit i Pruit A 3 km del trencall de Rupit                                     | 41° 58′ 52″ N, 2° 28′ 44″ E / 41.98102°N,2.47875°E   | IPA-23481     | Carregueu una nova foto d'aquest monument                                                                                              |
| Mas el Roquer                                                   |              | Obra popular XVI                    | Rupit i Pruit A 500 m del trencall de Rupit                                    | 42° 00′ 41″ N, 2° 28′ 16″ E / 42.01134°N,2.47111°E   | IPA-23482     | Mas el Roquer (Rupit i Pruit) · Vegeu més fotos d'aquest monument · Carregueu una nova foto d'aquest monument                          |
| El Corriol                                                      |              | Obra popular, barroc XVI, XVIII-XIX | Rupit i Pruit Ctra. Vic-Olot a 1 km trencall esquerra                          | 42° 01′ 50″ N, 2° 28′ 10″ E / 42.03055°N,2.46953°E   | IPA-23483     | El Corriol (Rupit i Pruit) · Vegeu més fotos d'aquest monument · Carregueu una nova foto d'aquest monument                             |
| Pont de la Sala                                                 |              | Obra popular Medieval               | Rupit i Pruit Riera de Rupit, sota el Mas de la Sala                           | 42° 01′ 41″ N, 2° 27′ 31″ E / 42.027938°N,2.458749°E | IPA-36944     | Carregueu una nova foto d'aquest monument                                                                                              |
| Pont de Rupit                                                   |              | Obra popular                        | Rupit i Pruit Sobre la riera de Rupit                                          | 42° 01′ 29″ N, 2° 27′ 54″ E / 42.024826°N,2.464997°E | IPA-36945     | Pont de Rupit (Rupit i Pruit) · Vegeu més fotos d'aquest monument · Carregueu una nova foto d'aquest monument                          |
| Pont de la Rovira                                               |              | Obra popular                        | Rupit i Pruit Sobre la riera de Pinós                                          | 42° 03′ 04″ N, 2° 27′ 48″ E / 42.05098°N,2.46333°E   | IPA-36946     | Carregueu una nova foto d'aquest monument                                                                                              |
| Molí del Soler                                                  |              | Obra popular XVII-XVIII             | Rupit i Pruit Ctra. BV-5208                                                    | 42° 01′ 40″ N, 2° 27′ 48″ E / 42.02786°N,2.46330°E   | IPA-40838     | Molí del Soler (Rupit i Pruit) · Vegeu més fotos d'aquest monument · Carregueu una nova foto d'aquest monument                         |
| Molí d'en Marandes                                              |              | Obra popular XVII-XVIII             | Rupit i Pruit Ctra. BV-5208                                                    | 42° 01′ 32″ N, 2° 27′ 57″ E / 42.025601°N,2.465752°E | IPA-40839     | Molí d'en Marandes (Rupit i Pruit) · Vegeu més fotos d'aquest monument · Carregueu una nova foto d'aquest monument                     |
| Molí Nou de la Sala                                             |              | Obra popular XVII-XVIII             | Rupit i Pruit Ctra. BV-5208                                                    | 42° 01′ 41″ N, 2° 27′ 42″ E / 42.02811°N,2.46176°E   | IPA-40840     | Carregueu una nova foto d'aquest monument                                                                                              |
| Molí de Sallent                                                 |              | Obra popular XVII-XVIII             | Rupit i Pruit                                                                  |                                                      | IPA-40841     | Carregueu una nova foto d'aquest monument                                                                                              |
| Molí de la Resclosa, Molí Vell de la Sala                       |              | Obra popular                        | Rupit i Pruit                                                                  | 42° 01′ 36″ N, 2° 27′ 37″ E / 42.026630°N,2.460198°E | IPA-40842     | Carregueu una nova foto d'aquest monument                                                                                              |
| Torre de telegrafia del Coll                                    |              | XIX                                 | Rupit i Pruit Puig d'Afra                                                      | 42° 03′ 45″ N, 2° 28′ 02″ E / 42.062566°N,2.467211°E | IPA-46549     | Carregueu una nova foto d'aquest monument                                                                                              |